# Thunbergia hastata
Thunbergia hastata är en akantusväxtart som beskrevs av Joseph Decaisne. Thunbergia hastata ingår i släktet thunbergior, och familjen akantusväxter. Inga underarter finns listade i Catalogue of Life.